# 榊みちこ
榊 みちこ（さかき みちこ）は、元アイドル歌手、元女優、作詞家。旧芸名：田中美智子。本名：飯島美智子。青森県青森市出身。千葉県八街市と世田谷区に在住。

## 人物
幼少時代は東京で育ち、中学校時代と高校時代を青森市ですごす。日本大学芸術学部卒業。
笑福亭鶴光のアシスタントとして『笑福亭鶴光のオールナイトニッポン』（ニッポン放送）で活躍。2006年より2008年まで、ミニFM局 学大FMのパーソナリティを担当。
TBS『ムー一族』、 阪急ドラマシリーズ『おだいじに…』など、テレビドラマへのレギュラー出演。
作詞家としての代表曲は「もしかして PARTII」、フジテレビ系『オレたちひょうきん族』で人気となった「好きさブラックデビル」など。「もしかして PARTII」は、小林幸子・美樹克彦のデュエットで1984年第26回日本レコード大賞にて金賞を受賞。
現在は、千葉県八街市・世田谷区にて作詞家として活動。
夫の飯島謙一（Ken　Iijima）は日本の環境学者であり、国際連合工業開発機関（UNIDO）のホームページにも飯島が研究開発した環境改善システムであるKIDシステムが掲載され、全世界に公開・広報されている。また再生可能エネルギーであるN-Kapシステムの研究開発者。高血糖値を正常化させるコーヒー・紅茶などの研究でも知られ、この研究は2025年にネパールでの映画化が決定。ネパールにあるModern Kanya Multiple大学（トリブバン大学 所属）教授。内閣府JIPAD会員（Dr.KID）。中央大学社労士白門会会員。
（漢字「榊」のフォント指定はない）

## 来歴
- 1976年7月 - シングル「ひまわり君」で田中美智子の名で東芝EMIからデビュー
- 1977年5月 - TBSドラマ『ムー』レギュラー
- 1977年8月 - フジテレビ『青春旅行』リポーター。主題歌「北へ向かって」リリース
- 1978年1月 - ニッポン放送『笑福亭鶴光のオールナイトニッポン』。笑福亭鶴光のアシスタント（1979年3月まで）
- 1978年4月 - キングレコードへ移籍、「榊みちこ」に改名
- 1978年5月 - TBSドラマ『ムー一族』レギュラー
- 1978年8月 - シングル「スパイラルワールド」リリース
- 1979年1月 - シングル「I.I.YO,I.I.YO」リリース
- 1979年4月 - テレビ朝日『歌謡ワイド速報』リポーター
- 1980年2月 - シングル「日記（ポチと鶏）」リリース
- 1980年5月 - 文化放送 武田鉄矢の『青春大通り』アシスタント
- 1981年4月 - 阪急ドラマシリーズ『おだいじに…』レギュラー
- 1981年9月 - 朝日放送『ザ・ハングマン』第44話にゲスト
- 1984年7月 - 小林幸子・美樹克彦に「もしかして PARTII」の歌詞を提供

## 作詞
- オレたち昔・アイドル族（山田太郎・美樹克彦） - 好きさブラックデビル（オレたちひょうきん族）
- 愛田健二 - つよがり
- 小林幸子、美樹克彦 - もしかして PARTII
- 広野ゆき、美樹克彦 - ふられ同志
- 小林幸子 - のら猫どらスケの夢、NHK『みんなのうた』
- 森村まり - 横濱舶来亭、エバラ食品工業CMソング
- その他 ジャッキー・チェン 山本譲二 大月みやこ など

## ディスコグラフィー
田中美智子の名前で下記2曲
- 1976年7月5日 - ひまわり君 / さよならは私から
- 1977年8月5日 - 北へ向かって / 愛の旅

榊みちこの名前で下記3曲
- 1978年8月21日 - スパイラルワールド / グリーン・サラダ
- 1979年1月21日 - I.I.YO,I.I.YO / パラレル
- 1980年2月21日 - 日記（ポチと鶏） / 朝の汐風